# Eritema a farfalla

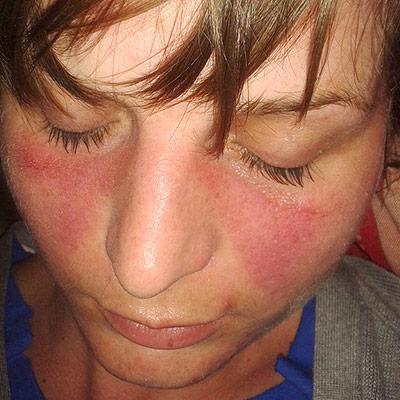
Eritema a farfalla causato da lupus eritematoso sistemico

Per  eritema a farfalla  in campo medico, si intende una forma di eritema. Il suo nome lo si deve alla forma tipica della sua comparsa su entrambe le guance che si mostra come una farfalla con le ali aperte.

## Manifestazioni
Si palesa con un tipico rossore: oltre alle guance è colpito l'intero ponte nasale. Può aggravarsi alla luce del sole, ed evolversi in eritema infettivo.

## Patologie correlate
Sono diverse le patologie in cui si manifesta:
- AIDS
- Dermatite seborroica
- Dermatomiosite
- Erisipela
- Lupus eritematoso
- Lupus eritematoso sistemico[1]
- Pemfigo foliaceo
- Rosacea
- Sclerosi tuberosa
- Sindrome di Bloom
- Sindrome di Cockayne